# Saori Atsumi
Pour les articles homonymes, voir Atsumi.
Saori Atsumi (アツミサオリ, Atsumi Saori) est une chanteuse japonaise.
Son nom de scène s'écrit en Katakana mais son nom de naissance en Kanji.
Sa dernière chanson est un single digital Namida no Riyū sorti le 26 novembre 2008.

## Biographie
Saori Atsumi nait le 2 février (son année de naissance reste inconnue) à Iwata dans la préfecture de Shizuoka.
Lorsqu'elle était plus jeune sa mère lui chantait des berceuses et utilisait sa voix pour ses leçons de chants à l'école maternelle, cela a eu une grande influence dans son intérêt pour la musique.
Toujours enfant, elle était fan du chanteur de rock et acteur Tsuyoshi Nagabuchi, elle décida donc d'apprendre la guitare à l'école primaire.
C'est durant ses années de collège qu'elle commence à écrire ses textes.

## Carrière
Avant ses débuts en Major, elle faisait déjà plusieurs performances dans nombres de lives House dont Apia dans le quartier de Shibuya à Tokyo, un magasin de disques situé dans un building.
Elle s'est auto-produite une cassette contenant 2 chansons en octobre 1999 intitulée Mayonaka no Radio. La chanson titre sera plus tard reprise dans son premier CD Tasogare Ryūseigun qu'elle produira elle-même encore et qui sortira le 27 juillet 2002.
Elle débute enfin sa carrière en 2004 avec le morceau Mōsukoshi… Mōsukoshi… qui sera utilisé comme générique de fin pour l'anime Midori Days. Plus tard en novembre, elle sort son second single Major Bīdama, le morceau devient le thème de fin de l'anime Genshiken.
Le single contient un morceau caché 流れ星 (Nagare Hoshi), c'est une reprise de la chanson des Magokoro Brothers.
Le jour de Noël de cette année elle sort son premier album sous le label indépendant B-gram Records et intitulé Anata to Watashi to Kimi to Boku.
Son second album Sora Iro Nostalgie sort en avril 2006 suivi de près par son troisième single Major Ai qui sera utilisé comme générique d'ouverture pour la série Kujibiki Unbalance (un anime fictif se déroulant dans le manga (et l'anime) Genshiken).
Cet album contient également la piste Tatoeba Kimi no Koto qui est une reprise d'une chanson de Kazuyoshi Saitō.
Il faut attendre 2007 pour que sorte son premier album major Tokyo Cramzy Days qui contient plusieurs pistes de ses singles major et d'autres provenant de ses albums indépendants.
Excepté pour 3 de ses singles, aucun de ses albums n'atteindra les charts de l'Oricon.
Ses dernières sorties Suki ni Naritai et Namida no Riyū sont exclusivement disponibles sur l'itunes Music Store, son premier single digital Aoi Sora ga Mienai est sorti le 11 avril 2006 en indie.
Le single provenant de ce second album indépendant s'intitule Sora Iro no Nostalgie.
Bien qu'elle soit inactive, elle continue de se produire en live dans quelques live house et a pris part également à quelques évènements de charité comme le 'Tote as Canvas Charity Event avec Masao Kida, Maroon 5 et quelques autres célébrités.

## Anecdotes
- Saori Atsumi est de groupe sanguin O.
- Elle aime la lune, les étoiles et le chocolat.
- Ses artistes préférés sont Ayano Tsuji, Suzanne Vega, Kazuyoshi Saitō, Magokoro Brothers, Kazuyoshi Nakamura, Hatsukoi no Arashi, Tsuyoshi Nagabuchi et The Boom.

## Discographie

### Singles
- Mōsukoshi… Mōsukoshi…
- Bīdama
- Ai
- Yumeiro no Koi

### Albums
- Tokyo Cramzy Days

### Albums indépendant
- Anata to Watashi to Kimi to Boku
- Sora Iro Nostalgie

### Singles numériques
- Aoi Sora ga Mienai
- Suki ni Naritai
- Namida no Riyū

### Singles auto-produits
- Mayonaka no Radio

### CD auto-produits
- Tasogare Ryūseigun

### Compilations
- Tears…for truth

Cet album est sorti le 16 avril 2008. Il contient des chansons illustrées pour les personnages de True Tears.
- Neo Generation Vol.1

Compilation réunissant 13 artistes dont Saori Atsumi et sa chanson Mayonaka no Radio.